# Mel Maia
Melissa Maia de Sousa (Rio de Janeiro, 3 de maio de 2004), mais conhecida como Mel Maia, é uma atriz brasileira. Ficou conhecida por interpretar a personagem Rita na primeira fase da novela Avenida Brasil (2012).

## Carreira

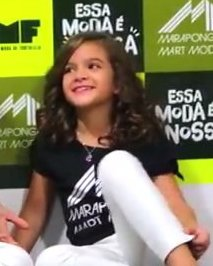
Maia em 2014.

Em 2010, aos 5 anos, Mel começou a fazer aulas de teatro. Sua estreia na televisão ocorreu em 2011, no especial de fim de ano da Rede Globo O Relógio da Aventura, dando sua vida à personagem Nina. Entretanto, seu reconhecimento só aconteceria no ano seguinte, em 2012, quando interpretou Rita quando criança, na primeira fase da novela Avenida Brasil. Mel foi muito elogiada pela sua atuação, e pela segurança que demonstrou em cena, o que lhe rendeu vários prêmios. Em 2013, Mel Maia foi protagonista da telenovela Joia Rara, onde interpretou Pérola, a qual era a reencarnação de um mestre budista. Na trama ela teria que raspar a cabeça, porém a ideia foi abortada após o pedido da atriz. Em 2015, interpretou a feminista Felícia, uma jovem a frente de seu tempo na novela das seis Além do Tempo, ano também de sua grande estreia no cinema com o filme Qualquer Gato Vira-Lata 2.

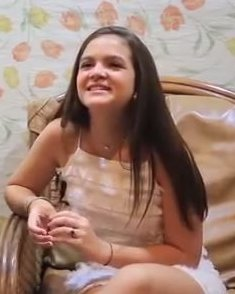
Maia em 2018.

Em 2016, Maia, foi escalada para a "novela das onze" Liberdade Liberdade, onde interpretou Joaquina, a filha de Tiradentes, na primeira fase da novela. Entre 2016 e 2017 protagonizou a série A Cara do Pai ao lado de Leandro Hassum. Em 2017, faz a dublagem da personagem Felicie no filme de animação A Bailarina. Em 2018, esteve na novela Deus Salve o Rei como a bruxinha Agnes. Mel foi convidada pelo diretor-geral para participar da novela. No mesmo ano, também esteve em dois filmes. O primeiro foi Crô em Família, em que interpretou a menina Liz. O segundo foi Tudo por um Popstar, em que fez uma das protagonistas, a Ritinha, uma adolescente que sonha em conhecer uma banda americana. Em 2019, atuou na novela A Dona do Pedaço como Cássia, uma adolescente que não aceita o fato de seu pai ser homossexual.
Em maio de 2022, a Netflix Brasil anunciou seu primeiro projeto com a atriz, a série recebeu o nome de Sem Filtro e conta os impactos de uma carreira em ascensão de uma influenciadora em sua família. Em setembro, Mel Maia foi anunciada no elenco do longa-metragem de Meu Cunhado é um Vampiro também da Netflix, onde atua ao lado de Leandro Hassum e Rômulo Arantes Neto. Em 2023 integrou o elenco da "novela das sete" Vai na Fé vivendo a arrogante digital influencer e estudante de direito Guiga Alcântara.
Em 4 de julho de 2024, um vídeo falso de Maia tendo relações sexuais com William Sousa Guedes, um dos chefes do tráfico do Comando Vermelho, viralizou na internet. Um dia antes, Guedes havia sido preso pela Polícia Civil. O vídeo em questão era uma deepfake. Maia pronunciou-se afirmando que se tratava de um vídeo criado por inteligência artificial e que foi vítima de notícias falsas inúmeras vezes.

## Filmografia

### Televisão
| Ano  | Título                     | Personagem                                    | Notas                                |
| ---- | -------------------------- | --------------------------------------------- | ------------------------------------ |
| 2011 | O Relógio da Aventura      | Nina                                          |                                      |
| 2012 | Avenida Brasil             | Rita Fonseca dos Santos (criança)             | Episódios: "26 de março–16 de abril" |
| 2013 | Joia Rara                  | Pérola Fonseca Hauser                         |                                      |
| 2014 | Eu Que Amo Tanto           | Zezé (criança)                                |                                      |
| 2014 | Didi e o Segredo dos Anjos | Tita / Anjo da Guarda                         |                                      |
| 2015 | Dancinha dos Famosos       | Participante / Vencedora                      | Temporada 4                          |
| 2015 | Além do Tempo              | Felícia Cristina Pasqualino / Felícia Vicenzo |                                      |
| 2016 | Liberdade, Liberdade       | Joaquina da Silva Xavier (criança)            | Episódios: "11–14 de abril"          |
| 2016 | A Cara do Pai              | Maria Eduarda Moreira Diniz (Duda)            |                                      |
| 2017 | Super Chefinhos            | Participante / Vencedora                      | Temporada 3                          |
| 2018 | Deus Salve o Rei           | Agnes                                         |                                      |
| 2019 | A Dona do Pedaço           | Cássia Mantovani Aguiar                       |                                      |
| 2023 | Vai na Fé                  | Guilhermina de Alcântara Azevedo (Guiga)      |                                      |
| 2023 | Sem Filtro                 | Lohana                                        |                                      |
| 2025 | Os Donos do Jogo           | Mirna                                         |                                      |

### Cinema
| Ano  | Título                    | Personagem                       | Notas |
| ---- | ------------------------- | -------------------------------- | ----- |
| 2015 | Qualquer Gato Vira-Lata 2 | Julia                            |       |
| 2016 | Através da Sombra         | Elisa                            |       |
| 2018 | Crô em Família            | Liz                              |       |
| 2018 | Tudo Por um Popstar       | Rita de Cássia Ribeiro (Ritinha) |       |
| 2022 | Me Tira da Mira           | Roberta                          |       |
| 2023 | Meu Cunhado É um Vampiro  | Carol                            |       |
| 2025 | Medley                    | Lola                             |       |
| 2025 | Apenas 3 Meninas          | Amora                            |       |

### Dublagem
| Ano  | Título      | Personagem | Notas |
| ---- | ----------- | ---------- | ----- |
| 2017 | A Bailarina | Felicie    |       |

## Prêmios e indicações
| Ano  | Prêmio                    | Categoria                    | Nomeação             | Resultado |
| ---- | ------------------------- | ---------------------------- | -------------------- | --------- |
| 2012 | Melhores do Ano           | Melhor Ator/Atriz Mirim      | Avenida Brasil       | Venceu    |
| 2012 | Prêmio Extra de Televisão | Melhor Ator/Atriz Mirim      | Avenida Brasil       | Venceu    |
| 2013 | Prêmio Contigo! de TV     | Melhor Atriz Infantil        | Avenida Brasil       | Venceu    |
| 2013 | Troféu Imprensa           | Revelação do Ano             | Avenida Brasil       | Indicada  |
| 2013 | Prêmio Quem de Televisão  | Melhor Revelação             | Avenida Brasil       | Indicada  |
| 2013 | Melhores do Ano           | Melhor Ator/Atriz Mirim      | Joia Rara            | Indicada  |
| 2014 | Prêmio Contigo! de TV     | Melhor Atriz Infantil        | Joia Rara            | Venceu    |
| 2014 | Prêmio Extra de Televisão | Melhor Ator/Atriz Mirim      | Joia Rara            | Venceu    |
| 2015 | Prêmio Extra de Televisão | Melhor Ator/Atriz Mirim      | Além do Tempo        | Venceu    |
| 2015 | Melhores do Ano           | Melhor Ator/Atriz Mirim      | Além do Tempo        | Venceu    |
| 2016 | Melhores do Ano           | Melhor Ator/Atriz Mirim      | Liberdade, Liberdade | Indicada  |
| 2017 | Troféu Nelson Rodrigues   | Revelação Mirim              | A Cara do Pai        | Venceu    |
| 2017 | Prêmio Contigo! Online    | Melhor Artista Mirim         | A Cara do Pai        | Indicada  |
| 2017 | Melhores do Ano           | Melhor Ator/Atriz Mirim      | A Cara do Pai        | Indicada  |
| 2018 | Melhores do Ano           | Melhor Ator/Atriz Mirim      | Deus Salve o Rei     | Indicada  |
| 2020 | Prêmio Jovem Brasileiro   | Melhor Atriz                 | A Dona do Pedaço     | Indicada  |
| 2023 | SEC Awards                | Crush do Ano                 | Vai na Fé            | Indicada  |
| 2023 | Prêmio iBest              | Protagonista Influenciador   | Vai na Fé            | Top 20    |
| 2023 | Prêmio iBest              | Influenciador Rio de Janeiro | Mel Maia             | Top 20    |
| 2023 | Prêmio Jovem Brasileiro   | Fitness                      | Mel Maia             | Indicada  |